# Gambier Island
Gambier Island är en ö i Kanada.   Den ligger i Sunshine Coast Regional District och provinsen British Columbia, i den sydvästra delen av landet, 3 600 km väster om huvudstaden Ottawa. Arean är 71 kvadratkilometer.
Terrängen på Gambier Island är kuperad. Öns högsta punkt är 912 meter över havet. Den sträcker sig 11,7 kilometer i nord-sydlig riktning, och 10,5 kilometer i öst-västlig riktning.
I omgivningarna runt Gambier Island växer i huvudsak barrskog.